# Santiago Giménez
Santiago Tomás Giménez (phát âm tiếng Tây Ban Nha: [sanˈtjaɣo toˈmas xiˈmenes]; sinh ngày 18 tháng 4 năm 2001) là một cầu thủ bóng đá chuyên nghiệp thi đấu ở vị trí tiền đạo cho câu lạc bộ AC Milan tại Serie A. Sinh ra ở Argentina, anh thi đấu cho đội tuyển quốc gia México.
Giménez bắt đầu sự nghiệp của mình với câu lạc bộ México Cruz Azul trước khi chuyển đến Feyenoord vào tháng 7 năm 2022. Trong thời gian gắn bó với Feyenoord, anh đã giành chức vô địch Eredivisie, Cúp KNVB và Siêu cúp bóng đá Hà Lan. Anh gia nhập AC Milan vào năm 2025 với mức giá 37 triệu euro.
Giménez đã chơi trận ra mắt quốc tế cho đội tuyển México vào năm 2021. Anh đã đại diện cho đất nước này tại Cúp Vàng CONCACAF 2023, nơi anh đã ghi bàn thắng quyết định trong trận chung kết. Tại CONCACAF Nations League, anh đã về nhì vào năm 2024.

## Sự nghiệp câu lạc bộ

### Cruz Azul
Giménez sinh ngày 18 tháng 4 năm 2001 ở Buenos Aires ở Argentina. Anh được đào tạo tại Cruz Azul ở México, nơi cha anh Christian Giménez đã từng thi đấu. Vào ngày 2 tháng 8 năm 2017, Giménez chơi trận ra mắt chuyên nghiệp cho Cruz Azul trong trận hòa 1–1 trước Tigres UANL tại vòng bảng Copa MX. Hai năm sau, vào ngày 28 tháng 8 năm 2019, anh chơi trận ra mắt Liga MX trong trận thua 3–2 trước Tijuana. Anh ghi bàn thắng đầu tiên cho Cruz Azul vào ngày 2 tháng 2 năm 2020 khi ghi bàn trong vòng hai phút đầu tiên trong trận hòa 3–3 trước Toluca.
Vào tháng 5 năm 2021, Giménez đã cùng Cruz Azul ăn mừng chức vô địch quốc gia lần thứ chín, chấm dứt cơn hạn hán danh hiệu vô địch kéo dài 24 năm.
Vào tháng 8 năm 2021, Giménez được vinh danh là Cầu thủ Liga MX xuất sắc nhất tháng sau khi ghi bàn trong 4 trận đấu khác nhau. Vào ngày 26 tháng 6 năm 2022, anh đã ghi bàn trong trận hòa 2–2 với Atlas tại Siêu cúp México. Trong loạt luân lưu, anh đã thực hiện thành công cú sút phạt đền của mình để giúp đội giành được danh hiệu Siêu cúp México.

### Feyenoord

#### 2022–23: Mùa giải đầu tiên và nhà vô địch Eredivisie
Vào ngày 29 tháng 7 năm 2022, Giménez gia nhập Feyenoord với bản hợp đồng 4 năm.
Anh ghi bàn thắng đầu tiên cho Feyenoord vào ngày 27 tháng 8 khi ghi bàn thắng thứ hai cho câu lạc bộvà đồng thời kiến tạo cho Jacob Rasmussen ghi bàn thắng thứ ba trong chiến thắng 4–0 trước FC Emmen. Vào ngày 8 tháng 9, anh vào sân thay người ở phút 64 và ghi hai bàn trong trận ra mắt UEFA Europa League mùa giải 2022–23 trong trận thua 4–2 trước Lazio tại vòng bảng. Vào ngày 3 tháng 11, anh vào sân thay người và ghi bàn thắng duy nhất trong chiến thắng 1–0 trong trận lượt về với Lazio ở vòng bảng Europa League để giúp Feyenoord giành vị trí đầu tiên trên bảng và trực tiếp giành quyền vào vòng đấu loại trực tiếp.
Giménez kết thúc mùa giải đầu tiên tại Feyenoord với chức vô địch Eredivisie 2022–23. Anh ghi 15 bàn sau 32 trận, bao gồm cả bàn thắng thứ hai trong chiến thắng 3–0 trước Go Ahead Eagles để đảm bảo chức vô địch quốc gia cho Feyenoord.

#### 2023–24: Mùa giải thứ hai ở Hà Lan
Vào tháng 8 năm 2023, Giménez gia hạn hợp đồng với Feyenoord cho đến năm 2027.
Giménez bắt đầu mùa giải 2023–24 khi chơi 62 phút trong trận thua 1–0 trước PSV Eindhoven ở Siêu cúp Hà Lan vào ngày 4 tháng 8. Vào ngày 20 tháng 8, Giménez ghi bàn thắng đầu tiên trong mùa giải trong trận hòa 2–2 trước Sparta Rotterdam. Trong các trận tiếp theo vào những ngày 27 tháng 8 và ngày 3 tháng 9, Giménez ghi hai cú đúp, một trong chiến thắng 6–1 trước Almere City và một trong chiến thắng 5–1 trên sân khách trước Utrecht. Vào ngày 27 tháng 9, Giménez hoàn tất cú hat-trick trong chiến thắng 4–0 trên sân khách trước Ajax khi ghi bàn đầu tiên và thứ hai vào ngày 24 tháng 9 và ghi bàn thứ ba vào ngày 27 tháng 9 sau khi trận đấu ban đầu bị hủy vào ngày 24. Thông qua những thành tích vào tháng 9, anh được vinh danh là Cầu thủ xuất sắc nhất tháng của Eredivisie.
Tại Champions League, anh bị treo giò hai trận đầu tiên ở vòng bảng sau khi nhận thẻ đỏ trong trận gặp Roma ở trận tứ kết lượt về Europa League mùa trước. Sau đó, Giménez ra mắt Champions League vào ngày 25 tháng 10, ghi bàn thắng đầu tiên và thứ ba trong chiến thắng 3–1 trên sân nhà trước Lazio. Vào ngày 25 tháng 11, anh ghi hat-trick thứ hai trong mùa giải trong trận thắng 4–2 trận derby Rotterdam trước Excelsior tại Sân vận động Woudestein và chấm dứt chuỗi trận không ghi bàn kéo dài sáu trận của anh. Vào ngày 7 tháng 12, sau chiến thắng 3–1 của Feyenoord trước Volendam, Giménez ghi bàn thắng thứ 31 ở Eredivisie trong một năm dương lịch và vượt qua người giữ kỷ lục trước đó với 30 bàn (2009) là Luis Suárez. Với 31 bàn thắng trong năm 2023, Giménez đã lập kỷ lục về số bàn thắng ghi được ở Eredivisie trong một năm dương lịch.
Vào ngày 21 tháng 4 năm 2024, anh đã lập pha kiến tạo giúp Igor Paixão ghi bàn thắng quyết định trong chiến thắng 1–0 trước NEC Nijmegen trong trận chung kết Cúp KNVB để giúp Feyenoord giành chức vô địch Cúp KNVB lần thứ 14 trong lịch sử. Vào ngày 5 tháng 5, anh ghi hai bàn và lập một pha kiến tạo sau khi vào sân từ băng ghế dự bị trong chiến thắng 5–0 trước PEC Zwolle, chấm dứt chuỗi trận không bàn thắng kéo dài bảy trận của mình. Do chấn thương và phong độ kém, anh đã bỏ lỡ phần còn lại của mùa giải. Trong mùa giải thứ hai của mình với câu lạc bộ, Giménez đã ra sân 30 lần ở giải vô địch quốc gia và ghi 23 bàn thắng với 26 bàn sau 40 lần ra sân trên mọi đấu trường.

### AC Milan
Vào ngày 3 tháng 2 năm 2025, Giménez gia nhập câu lạc bộ AC Milan tại Serie A với mức phí chuyển nhượng là 36,2 triệu đô la Mỹ. Hai ngày sau, anh kiến tạo bàn thắng cho João Félix trong chiến thắng 3–1 trước Roma ở tứ kết Coppa Italia. Vào ngày 8 tháng 2, anh ghi bàn thắng đầu tiên trong trận ra mắt Serie A, giúp đội chiến thắng 2–0 trên sân khách trước Empoli.

## Sự nghiệp quốc tế
Mặc dù có quyền đại diện cho Argentina, nơi sinh của mình, Giménez đã quyết định đại diện cho México sau khi trở thành công dân nhập tịch México. Anh đã tuyên bố rằng anh nhận mình là người México hơn là người Argentina sau khi sống ở México phần lớn cuộc đời mình kể từ khi cha anh chuyển đến đó. Anh đã được triệu tập lên các đội tuyển U-15, U-18, U-20 và U-23 México. Anh đã ra sân ba lần cho đội tuyển U-16 México tại Cúp Dream quốc tế 2016.
Vào tháng 9 năm 2020, Giménez lần đầu tiên được Gerardo Martino triệu tập vào đội tuyển quốc gia tại các trại huấn luyện. Cùng tháng đó, có thông tin cho rằng huấn luyện viên đội tuyển U-20 Argentina Fernando Batista muốn triệu tập anh.
Vào ngày 27 tháng 10 năm 2021, Giménez đã chơi trận ra mắt đội tuyển quốc gia México trong trận giao hữu với Ecuador. Vào ngày 8 tháng 12, anh ghi bàn thắng đầu tiên cho México trong trận hòa 2–2 với Chile.
Vào tháng 10 năm 2022, Giménez được nêu tên trong đội hình sơ bộ gồm 31 tuyển thủ quốc gia México tham dự FIFA World Cup 2022 nhưng không lọt vào danh sách 26 cầu thủ chính thức.
Vào ngày 16 tháng 7 năm 2023, Giménez ghi bàn thắng duy nhất trong trận chung kết Cúp Vàng CONCACAF gặp Panama.

## Đời tư
Santiago là con trai của cựu cầu thủ bóng đá Christian Giménez, người cũng đã từng chơi cho Cruz Azul. Sinh ra tại Buenos Aires, Argentina, Giménez chuyển đến México khi mới ba tuổi cùng cha mình sau khi ông chuyển đến đội Veracruz tại Primera División. Ông nội của anh đến từ Paraguay và anh có tổ tiên là người Ý thông qua họ hàng họ ngoại. Anh là một Kitô hữu ngoan đạo và đã được rửa tội vào tháng 1 năm 2019. Giménez đã kết hôn với người mẫu México Fernanda Serrano.

## Thống kê sự nghiệp

### Câu lạc bộ
Tính đến 12 tháng 2 năm 2025
| Câu lạc bộ          | Mùa giải            | Giải vô địch        | Giải vô địch | Giải vô địch | Cúp quốc gia | Cúp quốc gia | Châu lục | Châu lục | Khác | Khác | Tổng cộng | Tổng cộng |
| Câu lạc bộ          | Mùa giải            | Hạng đấu            | Trận         | Bàn          | Trận         | Bàn          | Trận     | Bàn      | Trận | Bàn  | Trận      | Bàn       |
| ------------------- | ------------------- | ------------------- | ------------ | ------------ | ------------ | ------------ | -------- | -------- | ---- | ---- | --------- | --------- |
| Cruz Azul           | 2017–18             | Liga MX             | —            | —            | 1            | 0            | —        | —        | —    | —    | 1         | 0         |
| Cruz Azul           | 2019–20             | Liga MX             | 12           | 2            | —            | —            | 2        | 0        | —    | —    | 14        | 2         |
| Cruz Azul           | 2020–21             | Liga MX             | 36           | 6            | —            | —            | 5        | 0        | 2    | 0    | 43        | 6         |
| Cruz Azul           | 2021–22             | Liga MX             | 35           | 7            | —            | —            | 6        | 0        | 1    | 1    | 42        | 8         |
| Cruz Azul           | 2022–23             | Liga MX             | 5            | 5            | —            | —            | —        | —        | —    | —    | 5         | 5         |
| Cruz Azul           | Tổng cộng           | Tổng cộng           | 88           | 20           | 1            | 0            | 13       | 0        | 3    | 1    | 105       | 21        |
| Feyenoord           | 2022–23             | Eredivisie          | 32           | 15           | 4            | 3            | 9        | 5        | —    | —    | 45        | 23        |
| Feyenoord           | 2023–24             | Eredivisie          | 30           | 23           | 4            | 0            | 6        | 3        | 1    | 0    | 41        | 26        |
| Feyenoord           | 2024–25             | Eredivisie          | 11           | 7            | 2            | 2            | 5        | 5        | 1    | 2    | 19        | 16        |
| Feyenoord           | Tổng cộng           | Tổng cộng           | 73           | 45           | 10           | 5            | 20       | 13       | 2    | 2    | 105       | 65        |
| AC Milan            | 2024–25             | Serie A             | 1            | 1            | 1            | 0            | 1        | 0        | —    | —    | 3         | 1         |
| Tổng cộng sự nghiệp | Tổng cộng sự nghiệp | Tổng cộng sự nghiệp | 162          | 66           | 12           | 5            | 34       | 13       | 5    | 3    | 213       | 87        |

1. ↑  Bao gồm Copa MX, KNVB Cup và Coppa Italia
2. 1 2 3  Ra sân tại CONCACAF Champions League
3. ↑  Ra sân tại Campeón de Campeones, ra sân tại Campeones Cup
4. ↑  Ra sân tại Supercopa de la Liga MX
5. ↑  Ra sân tại UEFA Europa League
6. ↑  Ra sân bốn lần và hai bàn thắng tại UEFA Champions League, ra sân hai lần và một bàn thắng tại UEFA Europa League
7. 1 2  Ra sân tại Siêu cúp bóng đá Hà Lan
8. ↑  Ra sân tại UEFA Champions League

### Quốc tế
Tính đến 10 tháng 9 năm 2024
| Đội tuyển quốc gia | Năm       | Trận | Bàn |
| ------------------ | --------- | ---- | --- |
| México             | 2021      | 2    | 1   |
| México             | 2022      | 7    | 1   |
| México             | 2023      | 15   | 2   |
| México             | 2024      | 8    | 0   |
| Tổng cộng          | Tổng cộng | 32   | 4   |

Tỷ số và kết quả liệt kê bàn thắng của México được để trước, cột tỷ số cho biết tỷ số sau mỗi bàn thắng của Giménez.
| # | Ngày                | Địa điểm                                  | Đối thủ | Bàn thắng | Kết quả | Giải đấu               |
| - | ------------------- | ----------------------------------------- | ------- | --------- | ------- | ---------------------- |
| 1 | 8 tháng 12 năm 2021 | Sân vận động Q2, Austin, Hoa Kỳ           | Chile   | 1–0       | 2–2     | Giao hữu               |
| 2 | 28 tháng 5 năm 2022 | Sân vận động AT&T, Arlington, Hoa Kỳ      | Nigeria | 1–0       | 2–1     | Giao hữu               |
| 3 | 29 tháng 6 năm 2023 | Sân vận động State Farm, Glendale, Hoa Kỳ | Haiti   | 3–1       | 3–1     | Cúp Vàng CONCACAF 2023 |
| 4 | 16 tháng 7 năm 2023 | SoFi Stadium, Inglewood, Hoa Kỳ           | Panamá  | 1–0       | 1–0     | Cúp Vàng CONCACAF 2023 |

## Danh hiệu

### Câu lạc bộ
Cruz Azul
- Liga MX: Guardianes 2021
- Copa MX: Apertura 2018
- Campeón de Campeones: 2021
- Supercopa de la Liga MX: 2022
- Supercopa MX: 2019
- Leagues Cup: 2019

Feyenoord
- Eredivisie: 2022–23
- KNVB Cup: 2023–24
- Siêu cúp bóng đá Hà Lan: 2024

### Đội tuyển quốc gia
- CONCACAF Gold Cup: 2023

### Cá nhân
- Liga MX All-Star: 2021
- Cầu thủ Liga MX xuất sắc nhất tháng: Tháng 8 năm 2021, tháng 9 năm 2021
- Đội hình Eredivisie tiêu biểu nhất năm: Tháng 4 năm 2023, tháng 9 năm 2023, tháng 10 năm 2023
- Cầu thủ Eredivisie xuất sắc nhất tháng: Tháng 9 năm 2023
- Tài năng Eredivisie xuất sắc nhất tháng: Tháng 4 năm 2023
- CONCACAF Gold Cup Mark of a Fighter Award: 2023